# Cappel (Moselle)
Pour les articles homonymes, voir Cappel.
Cappel est une commune française située dans le département de la Moselle et le bassin de vie de la Moselle-est, en région Grand Est.

## Géographie
| Barst  | Seingbouse | Farschviller |
| Biding | Cappel     | Loupershouse |
| Barst  |            | Hoste        |

### Hydrographie
La commune est située dans le bassin versant du Rhin au sein du bassin Rhin-Meuse. Elle est drainée par la Nied Allemande, le ruisseau de Rimmel Hoffenbach et le ruisseau le Graben.
La Nied allemande, d'une longueur totale de 57,9 km, prend sa source dans la commune de Guenviller et se jette  dans la Nied à Condé-Northen, après avoir traversé 23 communes.

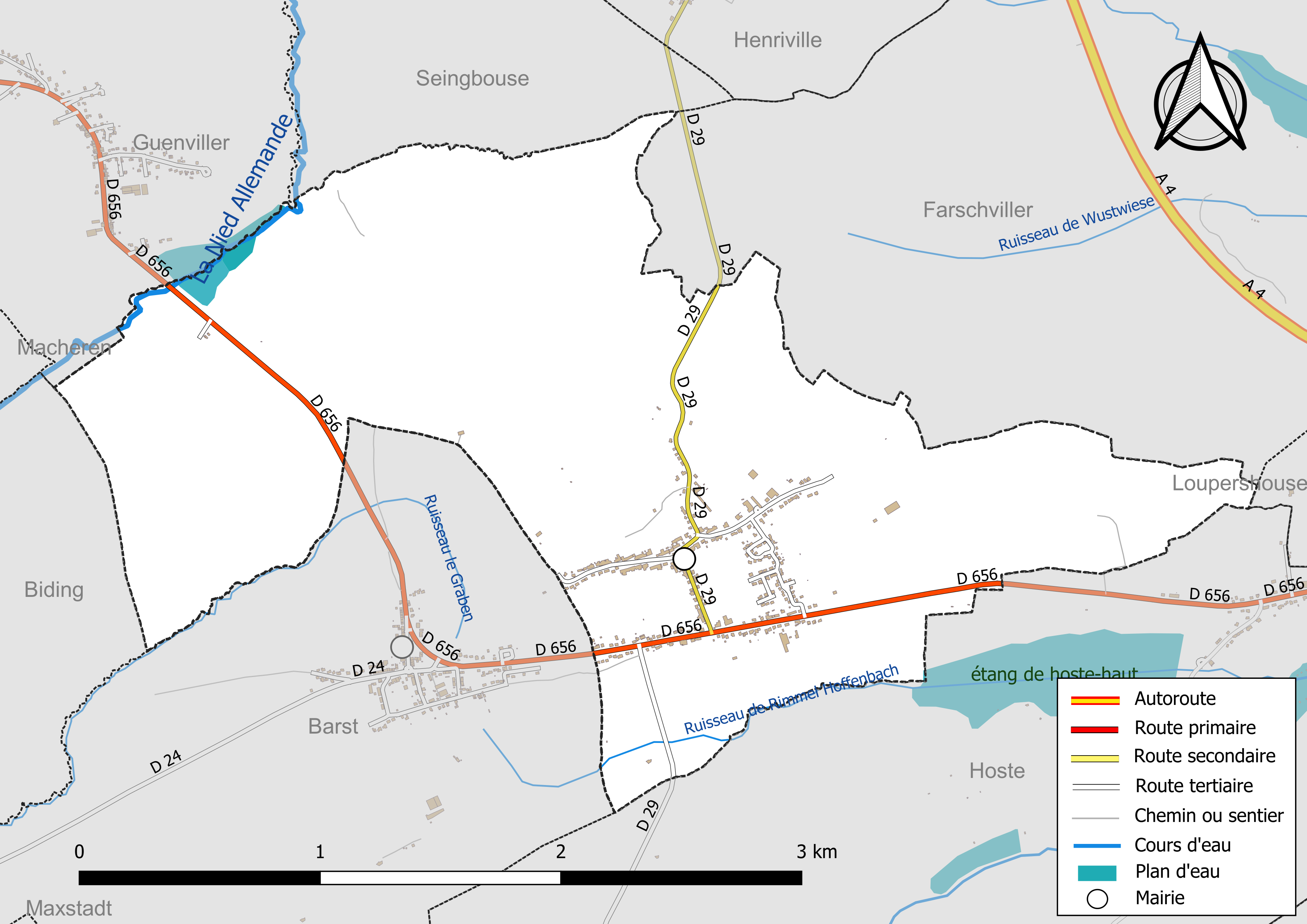
Réseaux hydrographique et routier de Cappel.

La qualité des eaux des principaux cours d’eau de la commune, notamment de la Nied Allemande, peut être consultée sur un site spécial géré par les agences de l’eau et l’Agence française pour la biodiversité.

### Climat
Pour des articles plus généraux, voir Climat du Grand Est et Climat de la Moselle.
En 2010, le climat de la commune est de type climat des marges montargnardes, selon une étude du Centre national de la recherche scientifique s'appuyant sur une série de données couvrant la période 1971-2000. En 2020, Météo-France publie une typologie des climats de la France métropolitaine dans laquelle la commune est exposée à un climat semi-continental et est dans la région climatique  Lorraine, plateau de Langres, Morvan, caractérisée par un hiver rude (1,5 °C), des vents modérés et des brouillards fréquents en automne et hiver. 
Pour la période 1971-2000, la température annuelle moyenne est de 9,8 °C, avec une amplitude thermique annuelle de 17 °C. Le cumul annuel moyen de précipitations est de 834 mm, avec 11,7 jours de précipitations en janvier et 9,4 jours en juillet. Pour la période 1991-2020, la température moyenne annuelle observée sur la station météorologique de Météo-France la plus proche, « Seingbouse », sur la commune de Seingbouse à 5 km à vol d'oiseau, est de 10,5 °C et le cumul annuel moyen de précipitations est de 731,4 mm. 
La température maximale relevée sur cette station est de 37,9 °C, atteinte le 25 juillet 2019 ; la température minimale est de −17 °C, atteinte le 20 décembre 2009,,. 
Les paramètres climatiques de la commune ont été estimés pour le milieu du siècle (2041-2070) selon différents scénarios d'émission de gaz à effet de serre à partir des nouvelles projections climatiques de référence DRIAS-2020. Ils sont consultables sur un site spécial publié par Météo-France en novembre 2022.

## Urbanisme

### Typologie
Au 1er janvier 2024, Cappel est catégorisée commune rurale à habitat dispersé, selon la nouvelle grille communale de densité à sept niveaux définie par l'Insee en 2022.
Elle est située hors unité urbaine et hors attraction des villes,.

### Occupation des sols
L'occupation des sols de la commune, telle qu'elle ressort de la base de données européenne d’occupation biophysique des sols Corine Land Cover (CLC), est marquée par l'importance des territoires agricoles (71,8 % en 2018), en augmentation par rapport à 1990 (69,5 %). La répartition détaillée en 2018 est la suivante : 
prairies (36,1 %), zones agricoles hétérogènes (35,7 %), forêts (19,2 %), zones urbanisées (9 %). L'évolution de l’occupation des sols de la commune et de ses infrastructures peut être observée sur les différentes représentations cartographiques du territoire : la carte de Cassini (XVIIIe siècle), la carte d'état-major (1820-1866) et les cartes ou photos aériennes de l'IGN pour la période actuelle (1950 à aujourd'hui).

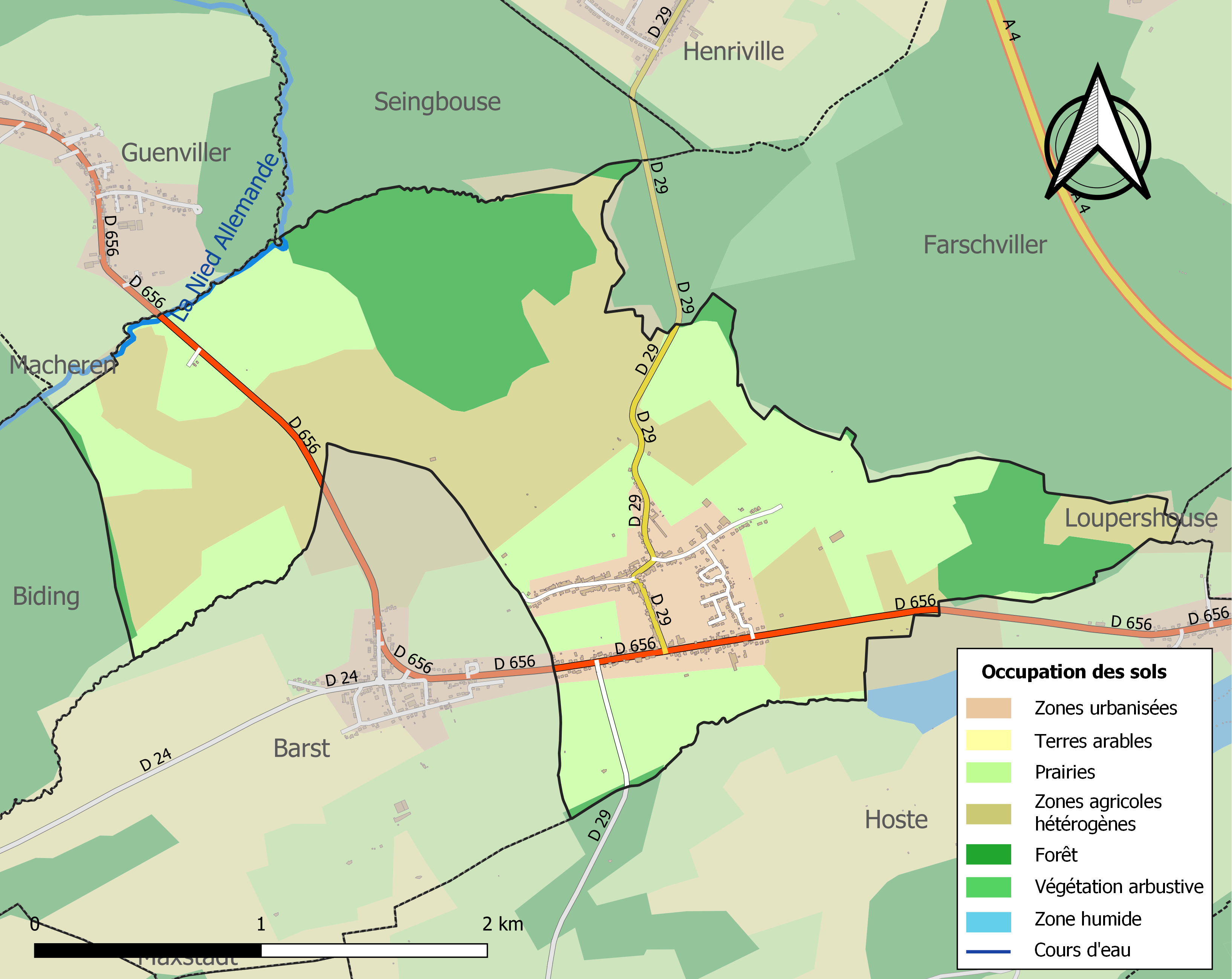
Carte des infrastructures et de l'occupation des sols de la commune en 2018 (CLC).

## Toponymie
- Kapple en francique lorrain.
- Capplen (1544 et 1606) ; Kappeln (1594) ; Kappellen (1681) ; Kappelen (1751) ; Kapoleng, Kappolem et Capellen (1756) ; Cappel (1793).

## Histoire
- Dépendait de l'ancienne province de Lorraine.
- Rattaché à Hoste de 1813 à 1826.

## Politique et administration
| Période                                  | Période    | Identité              | Étiquette | Qualité |
| ---------------------------------------- | ---------- | --------------------- | --------- | ------- |
| Les données manquantes sont à compléter. |            |                       |           |         |
| 1971                                     | mars 1995  | Paul Michel           |           |         |
| mars 1995                                | mars 2001  | Léon Bodo             |           |         |
| mars 2001                                | avril 2025 | Hubert Bur            |           |         |
| mai 2025                                 | En cours   | Marie-Claire Leszczuk |           |         |

## Démographie
L'évolution du nombre d'habitants est connue à travers les recensements de la population effectués dans la commune depuis 1793. Pour les communes de moins de 10 000 habitants, une enquête de recensement portant sur toute la population est réalisée tous les cinq ans, les populations de référence des années intermédiaires étant quant à elles estimées par interpolation ou extrapolation. Pour la commune, le premier recensement exhaustif entrant dans le cadre du nouveau dispositif a été réalisé en 2005.

En 2022, la commune comptait 679 habitants, en évolution de −3 % par rapport à 2016 (Moselle : +0,52 %, France hors Mayotte : +2,11 %).
| 1793 | 1800 | 1806 | 1831 | 1836 | 1841 | 1861 | 1866 | 1871 |
| ---- | ---- | ---- | ---- | ---- | ---- | ---- | ---- | ---- |
| 329  | 216  | 333  | 502  | 466  | 511  | 404  | 386  | 388  |

| 1875 | 1880 | 1885 | 1890 | 1895 | 1900 | 1905 | 1910 | 1921 |
| ---- | ---- | ---- | ---- | ---- | ---- | ---- | ---- | ---- |
| 392  | 377  | 355  | 352  | 378  | 362  | 346  | 359  | 358  |

| 1926 | 1931 | 1936 | 1946 | 1954 | 1962 | 1968 | 1975 | 1982 |
| ---- | ---- | ---- | ---- | ---- | ---- | ---- | ---- | ---- |
| 383  | 389  | 376  | 378  | 377  | 486  | 491  | 492  | 533  |

| 1990 | 1999 | 2005 | 2006 | 2010 | 2015 | 2020 | 2022 | - |
| ---- | ---- | ---- | ---- | ---- | ---- | ---- | ---- | - |
| 714  | 723  | 694  | 671  | 701  | 695  | 677  | 679  | - |

## Culture locale et patrimoine

### Forêt communale
Les deux communes de Cappel et Farschviller appartenaient au XVIIIe siècle à une seule et même seigneurie et possédaient, en indivis, une forêt d'environ 2 500 arpents.

### Lieux et monuments

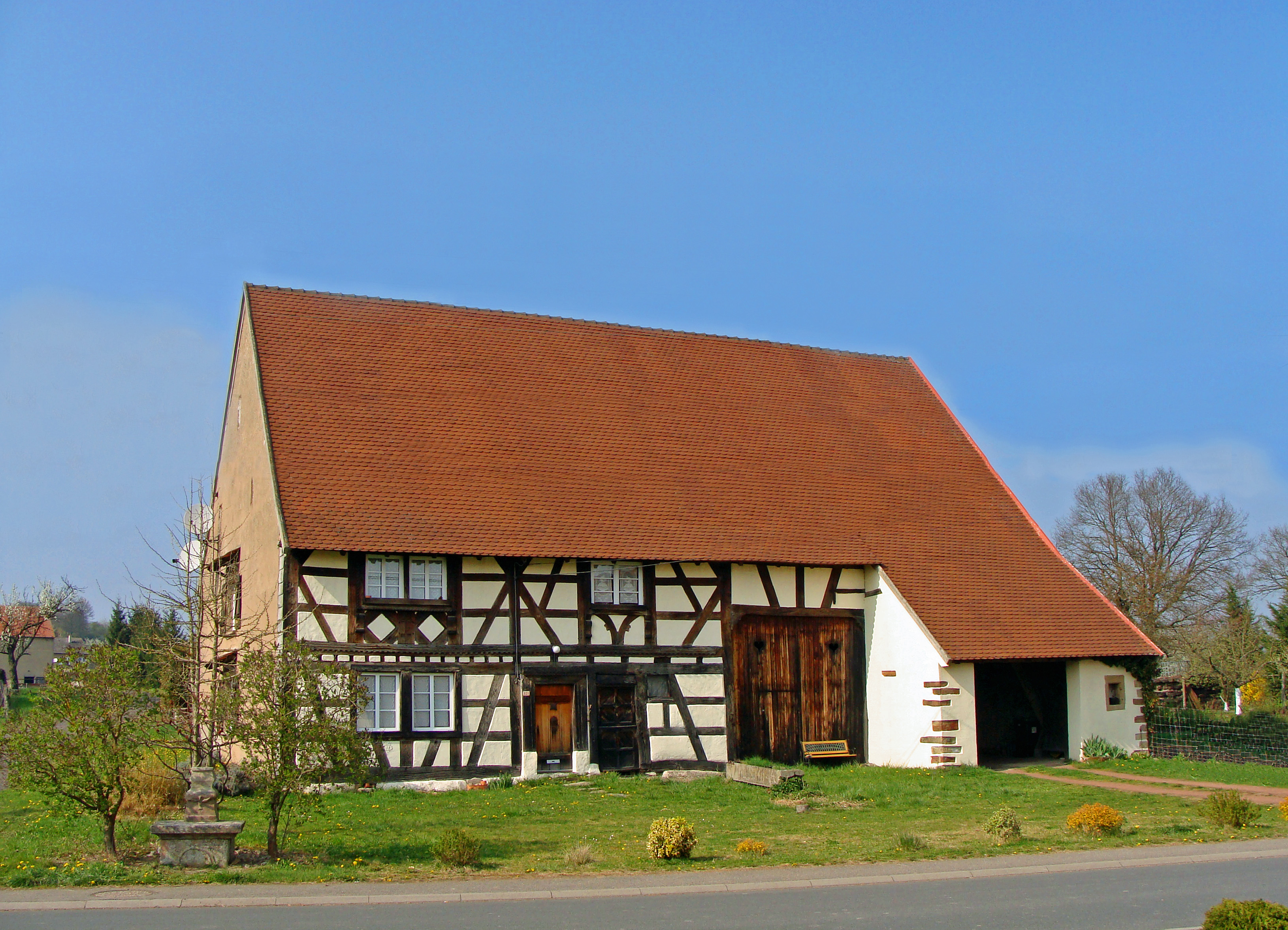
Maison lorraine à Cappel (Moselle).

### Édifices civils
- Vestiges gallo-romains.
- Traces d'une villa romaine.
- Maison lorraine à colombage, construite en 1708, inscrite au titre des monuments historiques par arrêté du 14 décembre 1992[21].

### Édifices religieux

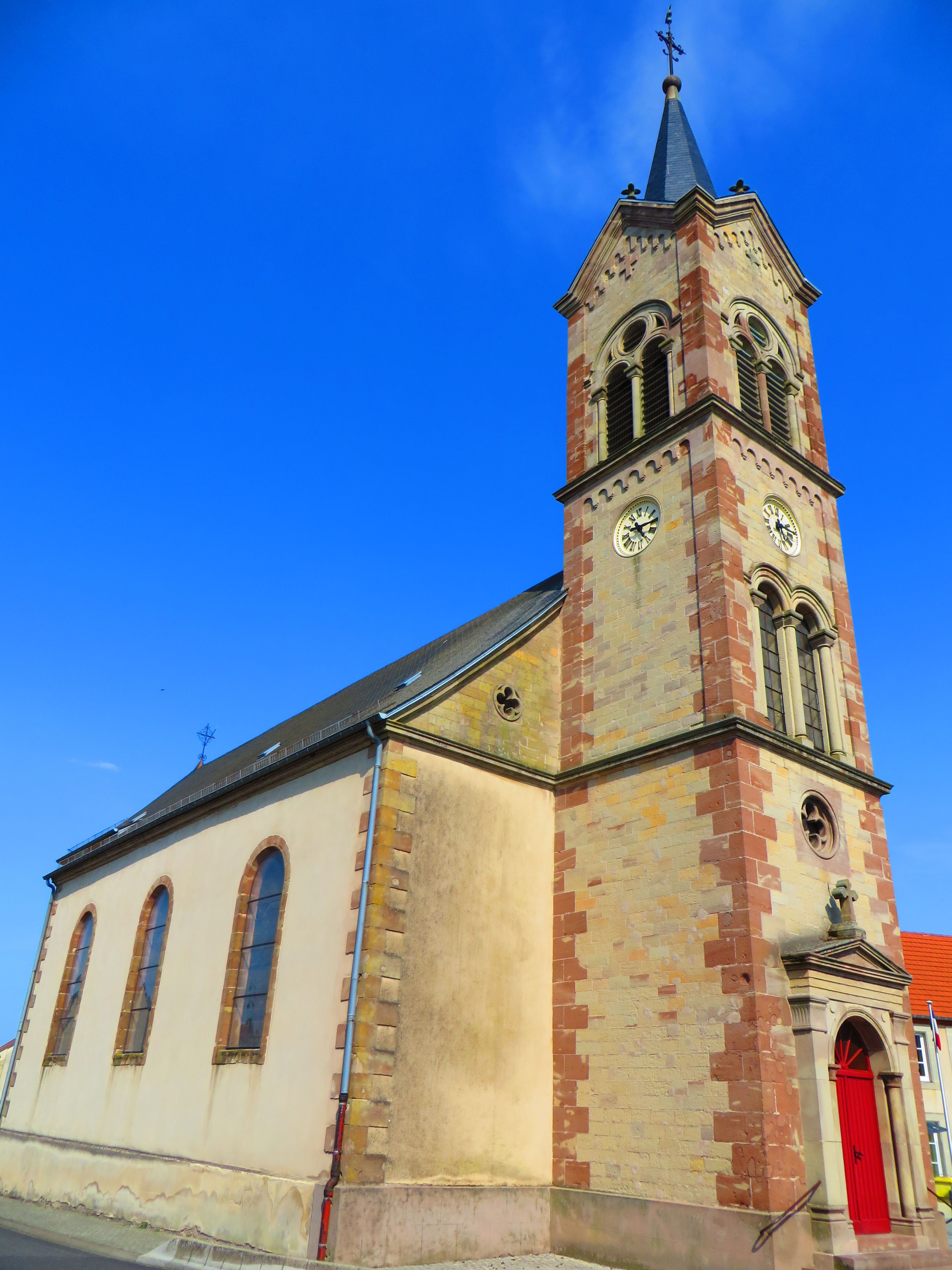
Église Saint-Gengoulf.

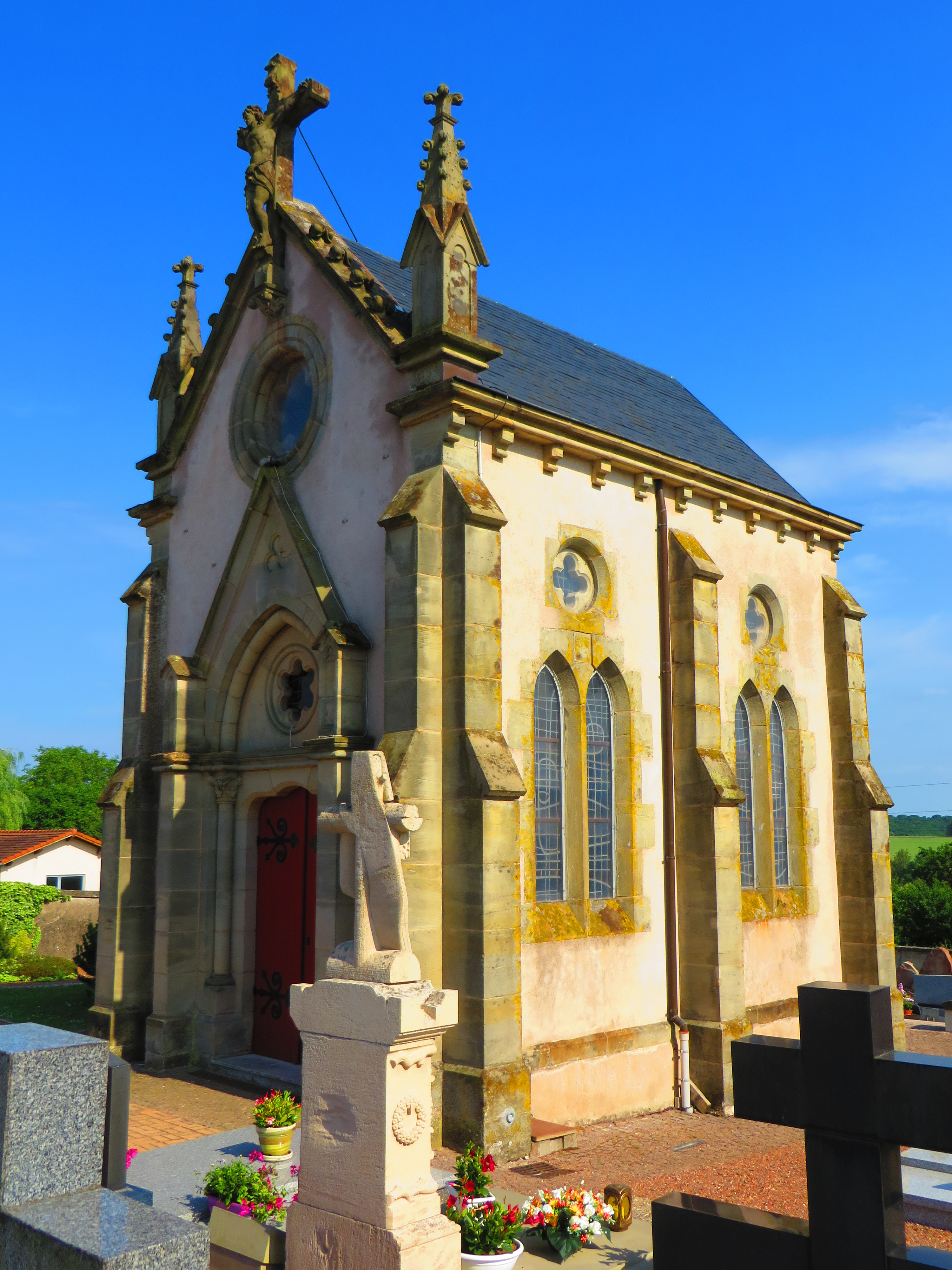
Chapelle du cimetière.

- Église paroissiale Saint-Gengoulf, construite vers 1770 à l'emplacement d'une église édifiée en 1691 ; restaurée et remaniée aux XIXe siècle et XXe siècle ; tour clocher reconstruite de 1876 à 1879, remplaçant la tour ronde du XVIIe siècle, conservée sur la façade sud.
- Chapelle du cimetière, construite de 1861 à 1863 par Charles Desgranges architecte à Sarreguemines, pour servir d'abri.
- Calvaires.

### Héraldique
| Blason | Blasonnement : De gueules à la chapelle d'argent brochant une lance d'or posée en bande. Commentaires : La chapelle constitue les armes parlantes ; la lance est l'emblème de saint Gengoulf, Patron de la paroisse. |

## Pour approfondir